# Маслово (Звонська волость)
Маслово (рос. Маслово) — присілок в Опочецькому районі Псковської області Російської Федерації.
Населення становить 8 осіб. Входить до складу муніципального утворення Глубоковська волость.

## Історія
Від 2015 року входить до складу муніципального утворення Глубоковська волость.

## Населення
| 2001 | 2002 | 2010 | 2013 | 2014 | 2015 | 2016 |
| ---- | ---- | ---- | ---- | ---- | ---- | ---- |
| 25   | ↘18  | ↘12  | ↘10  | →10  | ↘8   | →8   |